# Podlipny Gyula
Podlipny Gyula (Pozsony, 1898. április 12. – Temesvár, 1991. január 15.) erdélyi magyar grafikus.

## Életútja
Gimnáziumi tanulmányait Budapesten fejezte be (1914), ahol azután Vesztróczy Manó rajzkurzusát látogatta (1916), majd a budapesti Képzőművészeti Főiskolán Réti István növendéke volt. 1918-ban ösztöndíjasként Nagybánya, 1919-ben Kecskemét művésztelepén dolgozott, 1926-tól véglegesen Temesváron telepedett le. A Barabás Miklós Céh alapító tagja, 1930-ban részt vett az erdélyi művésztömörülés első kolozsvári kiállításán. Művészpedagógiai munkássága jelentős: előbb magániskolát alapított, majd a Kolozsvárról Temesvárra költözött Képzőművészeti Iskola tanára lett (1934-41).

## Munkássága
A modern európai művészet eredményeihez fölzárkózó művei a kortárs festészet és grafika élvonalába emelték. Nyomorékoknak, koldusoknak, a társadalom elesettjeinek együttérző bemutatása képein Dosztojevszkij regényeinek hangulatát idézi. Portrékat (köztük számos önarcképet), kompozíciós műveket, tájképeket festett, többnyire pasztelltechnikával. Járatos volt az alkalmazott grafikában is: 1930-tól mint a temesvári mozgóképszínházak tervezője filmplakátokat készített. A Bánsági Múzeum 1974-ben műveinek gyűjteményes kiállítását szervezte meg.